# KK Mega Basket
Maillots
Actualités
Le KK Mega Basket est un club serbe de basket-ball basé à Sremska Mitrovica. Le club appartient à l'élite du championnat serbe.

## Historique
La structure officielle porte le même nom depuis 2005 mais le nom utilisé par le club dans les compétitions varie fréquemment.
| Nom            | Période     |
| -------------- | ----------- |
| dummy          | 1998-2005   |
| Mega Basket    | 2005-2009   |
| Mega Vizura    | 2009-2014   |
| Mega Leks      | 2014-2017   |
| Mega Bemax     | 2017-2020   |
| Mega SoccerBet | depuis 2020 |

En novembre 2014, le club change de nom et devient, pour des raisons de sponsor, le Mega Leks.

## Palmarès
| Compétitions nationales                                               | Compétitions régionales                                                                                  | Compétitions internationales |
| - Coupe nationale (1) : - Vainqueur : 2016. - Finaliste : 2014, 2015. | - Ligue adriatique (0) : - Finaliste : 2016. - Ligue internationale des Balkans (0) : - 3e place : 2009. | - Néant.                     |

## Joueurs et personnalités du club

### Entraîneurs
- 2005 :  Boško Đokić
- 2005-2006 :  Miodrag Kadija
- 2006-2007 :  Oliver Popović
- 2007 :  Mihailo Uvalin
- 2007 :  Dragiša Šarić
- 2007-2008 :  Aleksandar Kesar
- 2008-2009 :  Mihailo Uvalin
- 2009-2010 :  Miodrag Rajković
- 2010-2012 :  Vlada Vukoičić
- 2012- :  Dejan Milojević

### Joueurs célèbres ou marquants
- Nikola Jokić
- Rade Zagorac
- Branko Milisavljević
- Vasilije Micić
- Tadija Dragićević
- Nemanja Dangubić
- Nikola Ivanović
- Kevin Houston
- Timothé Luwawu
- Adam Mokoka
- Ivica Zubac